# 役身折酬
役身折酬（えきしんせっしゅう）とは、古代日本で行われた労働によって債務を返済する行為。「身を役（つか）いて折（へ）ぎ酬ゆ」と訓読する。

## 概要
古代社会において、債務を返済しきれない債務者が債権者によって使役され、時には奴婢とされるケースが珍しくはなかった。日本もその例外ではなく、持統天皇3年（689年）には朝廷が債務によって奴婢となった者を解放するように命じている。
大宝律令において、他者を奴婢とした者を罰する規定を設ける（「賊盗律」）一方、債権者が債務者の資産を押収しても全ての債権を回収できない場合には未回収分の範囲に限って債務者を使役できる役身折酬の規定が定められ（「雑令」）、更に官物横領など特定の罪を犯した者が問題となった財物を弁償できない場合には、1日あたり布2尺6寸（現在の77センチメートル）に換算して労働によって弁償させることとした（「獄令」、ただし最長5年間）。ただし、いずれの場合も法律上の身分は良民のままであることに注意を要する。
民間の役身折酬には期限の制約が無かったため、貴族や寺社が生活に困窮する農民に対して私出挙などを利用して多額の債務を背負わせて役身折酬を永続的に行わせ、実質上の奴婢とする事例も見られ、延喜14年（914年）に書かれた三善清行の『意見十二箇条』に寺家が良民を寺奴としている問題が取り上げられており、権門勢家が荘園の労働力を集める手段として用いられていた可能性がある。